# Geovani (calciatore 2001)
Geovani Reis Nascimento Júnior (Marabá, 15 maggio 2001) è un calciatore brasiliano, attaccante del Daegu.

## Carriera
È cresciuto nel settore giovanile del Barcelona-SP dove ha debuttato nel Campeonato Paulista Segunda Divisão nel corso del 2018. Nel 2019 è passato in prestito al Famalicão che lo ha inizialmente assegnato alla propria formazione giovanile. Ha fatto il suo esordio nel calcio professionistico il 1º agosto 2021 nell'incontro di Taça da Liga vinto 1-0 contro l'Estoril Praia ed una settimana più tardi ha debuttato anche in Primeira Liga contro il Paços Ferreira. A fine stagione è tornato in Brasile ma poco dopo è stato ceduto in prestito al Vitória Guimarães, dove ha giocato una stagione con la squadra B in Terceira Liga.
Il 5 agosto 2023 è stato acquistato a titolo definitivo dall'Oleksandrija, club della prima divisione ucraina. Ha segnato il suo primo gol in Ucraina il 1º ottobre nella trasferta persa 4-2 contro la Dinamo Kiev.

## Statistiche

### Presenze e reti nei club
Statistiche aggiornate al 6 febbraio 2025.
| Stagione            | Squadra             | Campionato          | Campionato | Campionato | Coppe nazionali | Coppe nazionali | Coppe nazionali | Coppe continentali | Coppe continentali | Coppe continentali | Altre coppe | Altre coppe | Altre coppe | Totale | Totale | Totale |
| Stagione            | Squadra             | Comp                | Pres       | Reti       | Comp            | Pres            | Reti            | Comp               | Pres               | Reti               | Comp        | Pres        | Reti        | Pres   | Reti   |        |
| ------------------- | ------------------- | ------------------- | ---------- | ---------- | --------------- | --------------- | --------------- | ------------------ | ------------------ | ------------------ | ----------- | ----------- | ----------- | ------ | ------ | ------ |
| 2018                | Barcelona-SP        | SD/SP               | 1          | 0          | -               | -               | -               | -                  | -                  | -                  | -           | -           | -           | 1      | 0      |        |
| 2019                | Barcelona-SP        | SD/SP               | 4          | 0          | -               | -               | -               | -                  | -                  | -                  | -           | -           | -           | 4      | 0      |        |
| Totale Barcelona-SP | Totale Barcelona-SP | Totale Barcelona-SP | 5          | 0          |                 | -               | -               |                    | -                  | -                  |             | -           | -           | 5      | 0      |        |
| 2021-2022           | Famalicão           | PL                  | 2          | 0          | CP+CdL          | 0+1             | 0               | -                  | -                  | -                  | -           | -           | -           | 3      | 0      |        |
| 2022-2023           | Vitória Guimarães B | TL                  | 22         | 1          | -               | -               | -               | -                  | -                  | -                  | -           | -           | -           | 22     | 1      |        |
| 2023-2024           | Oleksandrija        | PL                  | 18         | 1          | CU              | 2               | 0               | -                  | -                  | -                  | -           | -           | -           | 20     | 1      |        |
| 2024-2025           | Oleksandrija        | PL                  | 8          | 1          | CU              | 1               | 0               | -                  | -                  | -                  | -           | -           | -           | 9      | 1      |        |
| Totale Oleksandrija | Totale Oleksandrija | Totale Oleksandrija | 26         | 2          |                 | 3               | 0               |                    | -                  | -                  |             | -           | -           | 29     | 2      |        |
| Totale carriera     | Totale carriera     | Totale carriera     | 55         | 3          |                 | 4               | 0               |                    | -                  | -                  |             | -           | -           | 59     | 3      |        |